# Феденко, Панас Васильевич
Пана́с (Опанас) Василевич Феде́нко (укр. Панас Васильович Феденко; 13 декабря 1893, Веселые Терны — 10 сентября 1981, Мюнхен) — украинский политический деятель, историк, публицист. Член Украинской социал-демократической рабочей партии (УСДРП), Украинской Центральной Рады (УЦР) и Трудового конгресса Украины. С 1921 г. в эмиграции в Польше, Праге и Мюнхене. Работал профессором в Украинском свободном университете (УВУ).

## Ранние годы
Панас Васильевич Феденко родился 13 декабря 1893 года в многодетной крестьянской семье, где был девятым ребенком. Семья Феденко (выходцы из села Боковое) до определенного времени проживала на хуторе близ села Весёлые Терны (теперь в составе Кривого Рога), что на Екатеринославщине (ныне Днепропетровская область). Чтобы дети смогли получить приличное образование, родители решили перебраться в это село, где было две школы. Учась, Панас Феденко показал себя усердным и способным к науке учеником, и поэтому по совету учителей отец переводит его учиться в гимназию в город Александрия, которую он успешно заканчивает в 1913 году. В том же году он становится студентом историко-филологического института в Петербурге. Мечтал быть школьным учителем украинского языка и истории в родных Весёлых Тернах. С 1 сентября 1917 г. и. о. учителя Весёло-Терновского высшего начального училища. В связи с началом революции не смог сдать выпускные экзамены в Петрограде и доучивался в Нежинском Историко-филологическом институте.

## Студенческие годы; взгляды
Развитие социалистических идей, получивших распространение в начале XX века, сыграло значительную роль и в становлении мировоззрения Феденко. В 1915 году в Петербурге он вступает в ряды Украинской социал-демократической рабочей партии (УСДРП), которая до февраля 1917 года действовала нелегально. В то же время, он все больше сил отдает журналистике. Феденко пишет целый ряд статей на политические темы, становится сотрудником журналов «Наша жизнь» и «Украинская Жизнь» (первый издавался Владимиром Винниченко, а второй — Симоном Петлюрой в Москве).
После Февральской революции 1917 и падения самодержавия Панас Феденко возвращается на родную Екатеринославщину. На родине он начинает вместе со своими единомышленниками работать над воплощением своей давней мечты — созданием первой украинской гимназии в Весёлых Тернах. После ее создания некоторое время Феденко преподает там историю, украинский язык и литературу.

## Участие в Центральной Раде
Спустя некоторое время Панас Феденко был назначен Украинской Центральной Радой уполномоченным инструктором по вопросам политического образования и организации масс в Верхнеднепровском уезде Екатеринославской губернии. На крестьянском съезде этого уезда его избирают делегатом в Украинскую Центральную Раду, в которой он проработал до апрельского переворота 1918 года в Киеве (прихода к власти гетмана Павла Скоропадского).
Политическая работа заставила его перебраться в Екатеринослав, где, как член Центрального комитета Украинской социал-демократической рабочей партии (УСДРП) с 1919, он участвует в работе печатного органа партии — «Наша справа» . Эта работа сближает его с Исааком Мазепой, который стал его другом на всю жизнь (и исследованию жизнеописания которого Панас Феденко посвятил монографию). Одновременно он занимается преподавательской работой в Учительском институте в Екатеринославе.
В январе 1919 года Панаса Феденко и Исаака Мазепу избирают делегатами проходивших в Киеве VI съезда УСДРП и Трудового конгресса Украины. Феденко становится автором резолюций, положенных в основу «Закона о власти» и Универсала Трудового конгресса, который утверждал объединение Украинской Народной Республики (УНР) и Западноукраинской Народной Республики (ЗУНР) 28 января 1919).
После того как главой правительства УНР стал Исаак Мазепа, Панас Феденко стал одним из политических референтов при украинской армии (в возрасте 25 лет). Участвует в составлении Декларации «От правительства УНР», а затем принимает участие в Первом зимнем походе (6 декабря 1919 — 6 мая 1920).
Продвижение большевистских войск по Украине заставило Панаса Феденко переехать во Львов, а впоследствии — в Польшу. В марте 1921 года в городе Тарново начало работать Правительство Украинской Народной Республики в экзиле (то есть в изгнании), где Панас Феденко был представителем от УСДРП. Там же в Польше он стал издавать журналы «Вільна Україна» и «Соціалістична думка». Отношение польской администрации к украинской активности было крайне негативным, и потому через некоторое время Панас Феденко и Исаак Мазепа переезжают в Германию.
В украинском посольстве в Берлине Феденко делает доклад о положении населения Украины после установления в стране большевистской власти. В 1923 году в Берлине из печати выходят его труды «Украинская национальная и освободительная борьба» и «Голод в Украине» (в сотрудничестве с Исааком Мазепой).

## Чехословацкий период

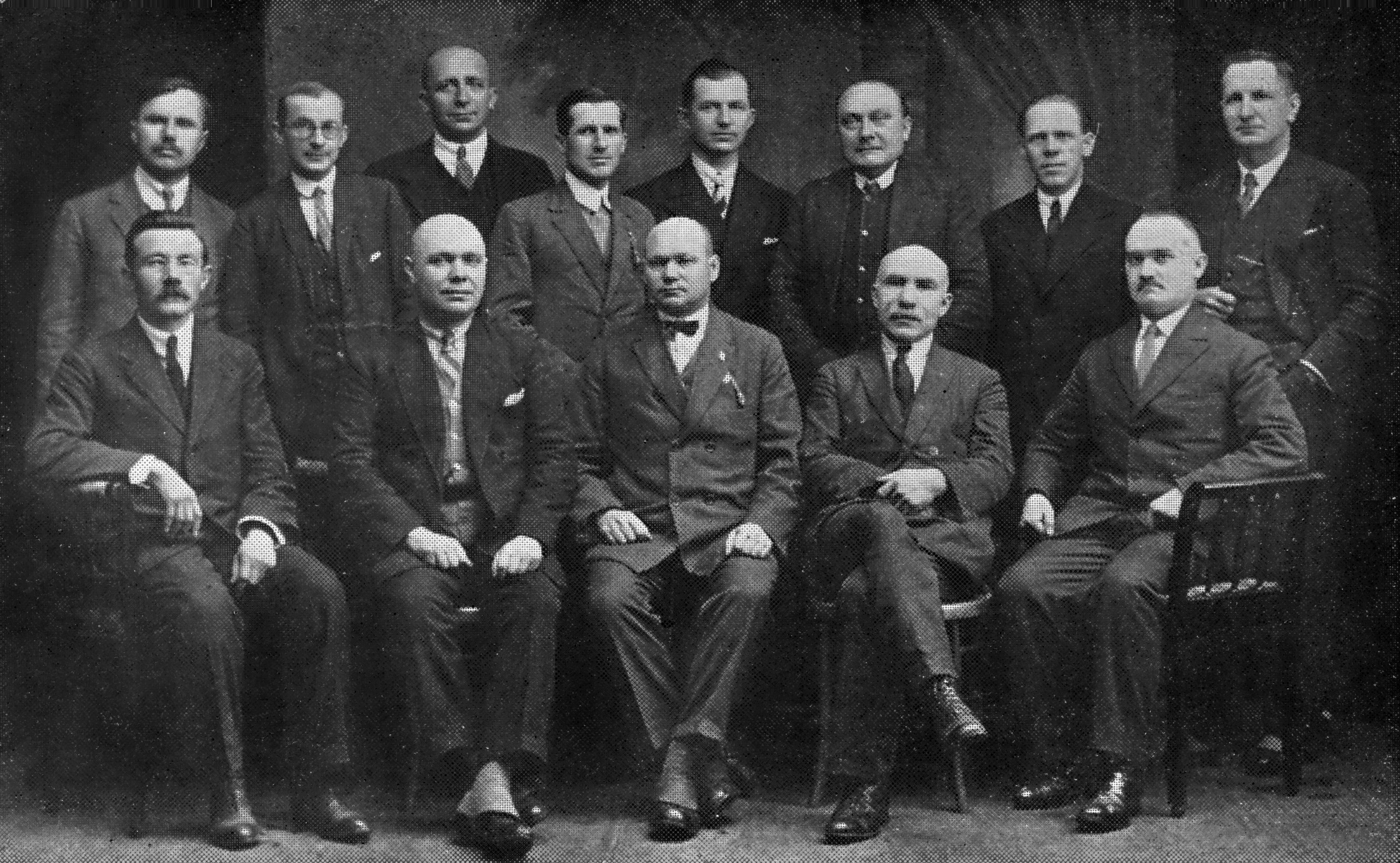
Члены Конференции УСДРП в Подебрадах 1926 г. Панас Феденко стоит первый слева.

С 1923 по 1945 год Панас Васильевич проживает в Чехословакии, в Праге. Здесь он совмещает политическую и научную деятельность. В 1923 Феденко защищает докторат на философском факультете Украинского свободного университета в Праге. Со следующего года он на преподавательской работе в Украинском Высоком педагогическом институте имени Михаила Драгоманова, где спустя некоторое время занимает должность заведующего кафедрой, а позже — декана исторического факультета. В 1932 г. он становится доцентом Украинского Свободного университета.
Используя научные библиотеки и архивы Праги, Феденко получил необходимые источники, которые помогли ему исследовать украинскую историю казацкого времени. Его исторические исследования были высоко оценены ведущими историками того времени. В этот период его деятельности выходят первые фундаментальные исследования украинской политической истории начала XX века. Среди таких первых работ Феденко была книга «Украинское общественное движение в XX веке» («Українській громадській рух у ХХ столітті»), изданная в 1933 году.
Находясь в изгнании, Панас был членом исполнительного комитета Социалистического рабочего интернационала как представитель УСДРП.

### Дело «Союза освобождения Украины»
Сталинский режим не собирался оставлять в покое своих противников, находившихся в эмиграции. На сфабрикованном процессе над «Союзом освобождения Украины», проходившем в Харькове в 1930 году, фигурировали и имена Панаса Феденко и Исаака Мазепы. Своеобразным ответом на это явилась публикация Феденко во львовской газете «Дело» открытых писем, в которых он разоблачает преступления сталинской тоталитарной системы против украинской интеллигенции.

## В эмиграции в ФРГ и Лондоне
После Второй мировой войны Феденко оседает в Германии, поселившись в городе Аугсбург. Он продолжает свою политическую работу, участвует в работе Украинской национальной рады (УНРады) как представитель УСДРП, а после её слияния с другими левоцентристскими силами украинской эмиграции (Украинская партия социалистов-революционеров, Украинская социал-демократическая партия и Украинская социалистическо-радикальная партия) — Украинской социалистической партии (1950—1967), чьим генеральным секретарем он был избран. Также представлял УСП в недавно созданном Социалистическом интернационале.
В 1951 году издает книгу «Украина, её борьба за свободу» («Україна, її боротьба за свободу»), в которой как непосредственный участник пытается осветить процесс национально-освободительной борьбы первой половины XX века.
После переезда в Лондон Феденко с 1952 года начинает издавать социалистический журнал «Наше слово» (по 1958 год). Там же спустя некоторое время выходят его книги: «Украинское движение XX века», «Исаак Мазепа — борец за свободу Украины». Печатаются его литературные произведения: «Несмертельная слава» (вышла в свет под псевдонимом Василь Тирса), «Amor Patriae».
После смерти в марте 1952 Исаака Мазепы Феденко отходит от активной политической деятельности и целиком посвящает себя научно-исследовательской работе.
В 1959 году Феденко возвращается в Германию, где работает в Мюнхене по приглашению Института изучения СССР. Последние годы жизни уже в качестве ученого исследовал эволюцию режима в СССР и издал ряд трудов, в частности: «Марксистские и большевистские теории национального вопроса», «Социализм древний и современный», «Новая история СССР».
Умер Панас Феденко в Мюнхене в 1981 году.

## Наследие
Творческое наследие Панаса Феденко, которое долго хранила его невестка Нина Феденко, передано в Национальный музей истории Украины. Среди материалов — труды, посвященные исследованию украинского политического движения начала XX века, монографии, посвященные памяти его ближайшего друга и соратника по политической борьбе, бывшего главы правительства УНР Исаака Мазепы, исторические романы и т. д.
Панас Феденко внес вклад в развитие украинского социалистического движения первой половины XX века, сохранение историко-культурных традиций украинского народа.

## Чествование памяти
В городе Кривой Рог есть улица Панаса Феденко, ранее носившая название в честь другого социалиста — азербайджанского члена РСДРП Мешади Азизбекова.
В городе Днепр улицу Скрябина переименовали в улицу Панаса Феденко.
В 2023 году в честь Феденко назвали переулок в Александрии.
О Панасе Феденко рассказывает экспозиция музея в его родных Весёлых Тернах.

## Труды
- «Життя та діла К. Маркса». Катеринослав, в-во «Каменяр» (1918).
- «Der nationale und soziale Befreiungskampf der Ukraine» (Українська національна та визвольна боротьба" у співавторстві з Ісааком Мазепою, Берлін (1923)
- «Голод в Україні» (співавтор І. Мазепа; 1923)
- «З дипломатичної діяльности Данила Грека» (1929)
- «З історії української революції». — Прага, 1930 (у співавт.)
- «Повстання Нації» // Збірник пам’яти С. Петлюри (1879—1926). — Прага, 1930. — С. 76-109.
- «Політичні плани Я. Коменськоґо та Україна» (1932)
- «Михайло Драгоманов і Пєр Жозеф Прудон» (1932)
- «Українській громадській рух у ХХ столітті» (1933)
- «Український громадський рух у XX ст.». — Подєбради (1934)
- Автор статтей в «Українській загальній енциклопедії». — Львів-Станиславів-Коломия, 1935:
  - «Історія України від 1648»
  - «Наддніпрянщина XIX в. до 1914»
  - « Наддніпрянщина від 1914»
  - «Наддніпрянська еміграція після 1919-20»
- «Історія соціяльної та політичної боротьби в Україні» (1935)
- «Українське національне відродження в XX ст.» (1936)
- «Nationalitätenfrage in der Sovietunion» (1937)
- «Ukraine, Her Struggle for Freedom» («Україна, її боротьба за волю») (1951)
- "Суспільні та політичні рухи в Україні. — Париж, 1953
- «Несмертельна слава» / Лондон: вид-во «Наше Слово», 1954
- «Ісаак Мазепа: Борець за волю України» / Лондон: вид-во «Наше Слово», 1954. — 228 с.
- «Україна після смерти Сталіна». — Мюнхен, 1956
- «Головний Отаман. Із культурної та політичної діяльности Симона Петлюри». Мюнхен-Лондон: «Наше Слово», 1956. — 42 с.
- «Україна в XX ст.» (1959)
- «Український рух у ХХ столітті». Лондон: «Наше Слово», 1959 р., 267 с.
- «Марксистські і большевицькі теорії національного питання», Мюнхен, 1960
- «Amor patriae (Любов до Батьківщини)» (1962)
- «Соціалізм давній і новочасний» / Лондон: вид-во «Наше Слово», 1968
- «Минуло півстоліття: Зимовий Похід Армії Української Народної Республіки 1919—1920 рр.». — Нью-Йорк, 1972.
- «Ісаакові Мазепі на вічну пам’ять» / Лондон, 1973
- «Нова історія СРСР»
- «Історія революції (1917—1921)». Т. 1 : Центральна Рада. — Б. м. : б. в., 19-?. — 29 с.]

Автор исторических повестей из казацкого времени:
- «Гомоніла Україна…». — Прага: Видавництво Юрія Тищенка, 1942. — 366 с.,
- «Гетьманів кум» (1943, главный герой Михайло Кричевский);
- «Несмертельна слава» (1953, под псевдонимом В. Тирса),
- «Amor Patriae» (1962).

### Произведения Феденко
- Михаил Драгоманов и Пер Жозеф Прудон (1932)
- Марксистские и большевистские теории национального вопроса (1960)
- Рец. на кн. Милована Джиласа «Разговоры со Сталином» (1962)
- Полвека ОУН (1979)